# 総見院 (京都市)
総見院（そうけんいん）は、京都市北区紫野大徳寺町にある臨済宗大徳寺派の寺院。大本山大徳寺の塔頭。本尊は織田信長坐像。織田信長の菩提寺である。

## 歴史
本能寺の変で織田信長が自害してから100日後、天正10年（1582年）10月10日に大徳寺において織田政権の覇権争いの舞台として有名な「大徳寺の葬儀」が羽柴秀吉によって執り行われ、信長の菩提が弔われた。それに先立ち秀吉は香木の「沈香」で信長の像を二体作らせており、葬儀の際そのうちの一体を棺に納め、信長の代わりに火葬している。喪主は信長の四男（もしくは五男）で、秀吉の養子でもある羽柴秀勝が務めた。
天正11年（1583年）に、当院は信長の一周忌に間に合うように、手狭だった黄梅院に代わるものとして信長の追善菩提のために秀吉が大徳寺の塔頭として、また大徳寺117世の古渓宗陳を開山として、名称は信長の戒名「総見院殿贈大相国一品泰巌大居士」からとって建立された。本尊は、焼かずに置いていたもう一体の信長像（重要文化財）である。
秀吉が行った「大徳寺大茶会」では総見院方丈で秀吉が茶を立てた、との記録が残る。
創建当時は寺勢大いに隆盛し、広大な境内に豪壮な堂塔が立ち並んでいた。江戸時代には寺領が200石あったが、明治時代の廃仏毀釈により堂塔伽藍や多くの宝物が失われると荒廃し、大徳寺の修禅専門道場及び管長の住居となってしまった。しかし、大正時代に再興されている。
1961年（昭和36年）には、明治時代以降大徳寺に安置されるようになっていた信長像を再び迎え、380年忌を行った。

## 境内
- 本堂 - 1928年（昭和3年）再建。
- 庫裏
- 回廊

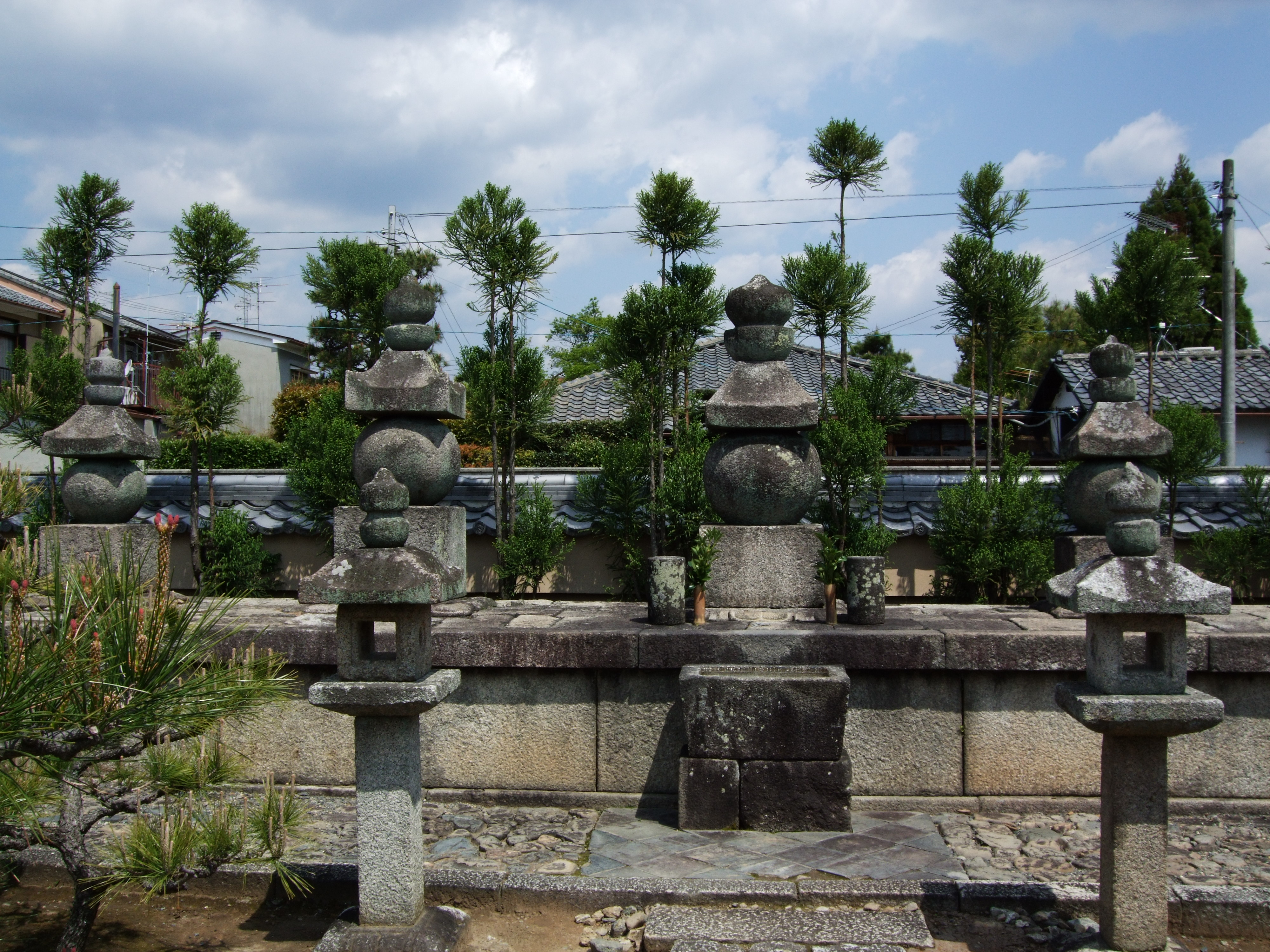
織田信長供養塔

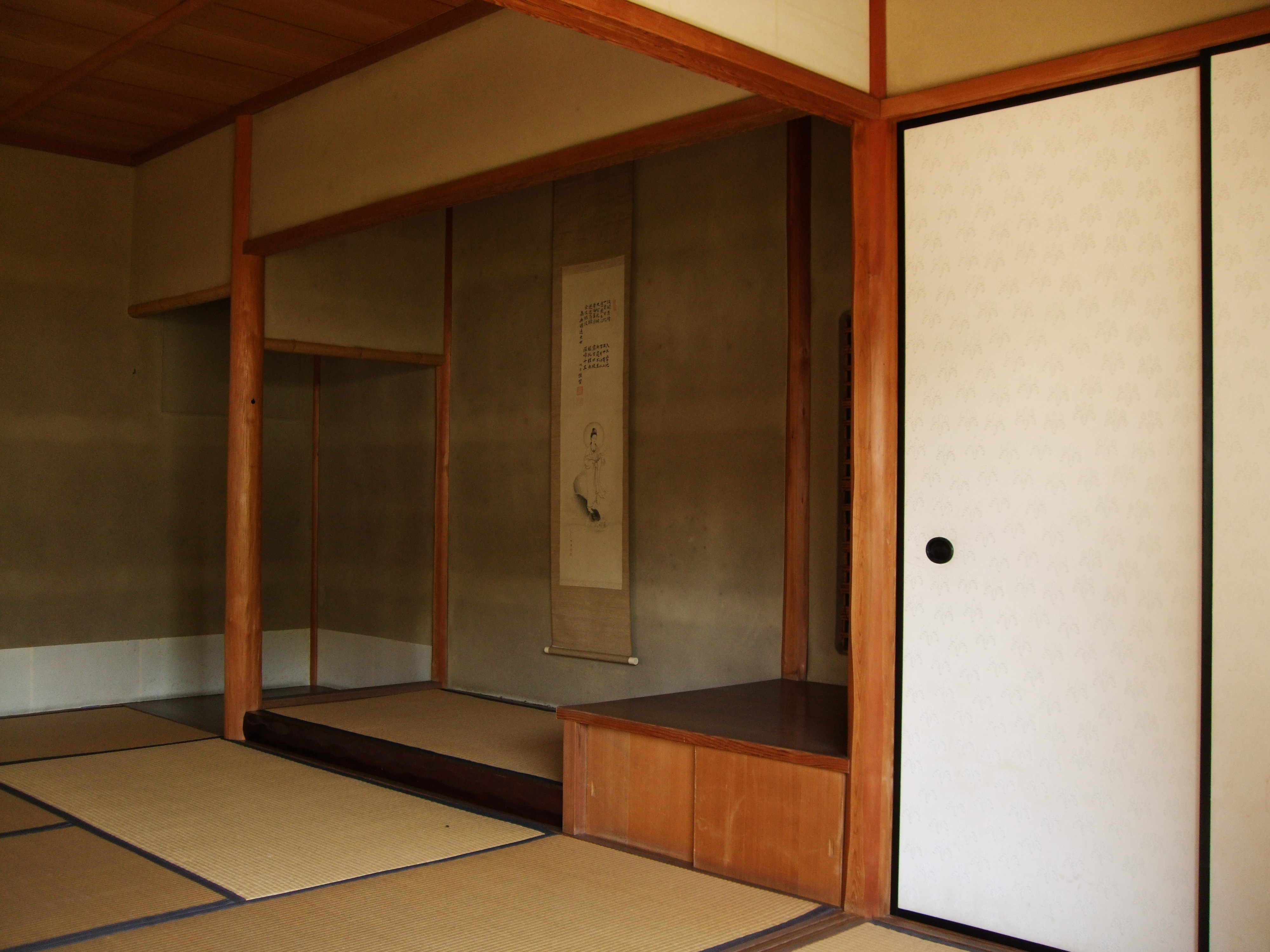
茶室「香雲軒」内部

- 茶室「香雲軒（こううんけん）」 - 表千家の十三代・即中斎の好みの茶室。
- 茶室「龐庵（ほうあん）」 - 扁額は表千家の十四代・而妙斉の筆。
- 茶室「寿安席（じゅあんせき）」 - 明治から昭和にかけて活躍した実業家・山口玄洞による寄進。
- 茶筅塚
- 清正の井戸 - 加藤清正が朝鮮出兵の際に持ち帰った石を彫り抜いて井筒にしたという。
- 侘助椿（京都市指定天然記念物） - 樹齢約400年。羽柴秀吉が愛したという日本最古の胡蝶侘助とされる。
- 墓地
  - 織田信長供養塔
  - 織田信忠供養塔 - 信長の長男。
  - 織田信雄供養塔 - 信長の次男。
  - 羽柴秀勝供養塔 - 信長の四男。
  - 織田信高供養塔 - 信長の七男。
  - 織田信好供養塔 - 信長の十男。
  - 織田秀雄供養塔 - 信雄の長男。
  - 徳姫供養塔 - 信長の長女。
  - 織田信貞供養塔 - 信長の九男。
  - 織田高重供養塔 - 信高の長男。
  - 養華院供養塔 - 長い間不明であったが、これが濃姫の供養塔でないかといわれている。
  - お鍋の方供養塔 - 信長の側室。
- 土塀 - 天正11年（1583年）に羽柴秀吉により建立。「親子塀」と呼ばれ、塀の内側にもう一つ塀が設けられている珍しい造りをしている。
- 通用門 - 天正11年（1583年）に羽柴秀吉により建立。
- 表門 - 唐門。天正11年（1583年）に羽柴秀吉により建立。
- 鐘楼（重要文化財） - 天正11年（1583年）に堀秀政により建立。梵鐘（重要文化財）は堀秀政による造立。境内地の外側にある。

## 文化財

### 重要文化財
- 鐘楼
- 梵鐘
- 木造織田信長公坐像 - 高さ3尺8寸（約115cm）の等身大の衣冠帯刀の木像。本堂仏間に安置される。像底に天正11年（1583年）、七条大仏師の康清が制作した旨の銘記がある。香木の「沈香」で2体造像し、うち1体は遺骸の代わりに火葬され市中に香木の匂いが漂ったという。

### 京都市指定天然記念物
- 総見院のワビスケ

## 所在地
- 京都府京都市北区紫野大徳寺町59（大徳寺山内）

## アクセス
- 大徳寺に準ずる。

## 拝観等
- 平素は非公開。春秋などに行われる特別公開により拝観できる場合がある。